# フレッド・オットマン
フレッド・オットマン（Fred Ottman、1956年8月10日 - ）は、アメリカ合衆国の元プロレスラー。フロリダ州マイアミ出身。
WWFでのタイフーン（Typhoon）やタグボート（Tugboat）、WCWでのザ・ショックマスター（The Shockmaster）など、様々なリングネームで活動した巨漢ファイターである。

## 来歴
1984年、NWA圏フロリダ地区のCWFにてビッグ・ババのリングネームでデビュー。1985年はテキサス州サンアントニオのテキサス・オールスター・レスリングに出場し、ブルーザー・ブロディ、イライジャ・アキーム、カリーム・モハメッド、カマラ、ワンマン・ギャング、ハクソー・ヒギンズらを相手にスーパーヘビー級の肉弾戦を展開。12月にはアル・マドリルを破りUSAヘビー級王座を獲得した。
1986年からはテネシー州メンフィスのCWAを主戦場に、ババ・ザ・ターミネーター、ババ・ザ・ベルト・コレクターなどのリングネームで活動。1986年10月6日にはパット・タナカを下し、前王者ジェリー・ローラーの返上で空位となっていたCWAインターナショナル・ヘビー級王座を獲得。 同月27日にはトレイシー・スマザーズを破ってミッドアメリカ・ヘビー級王座にも戴冠している。1988年下期からはフロリダのFCW（旧CWF）にてU・S・スティールを名乗り、11月9日にディック・スレーターからFCWフロリダ・ヘビー級王座を奪取。当時NWA-WCWを離脱して一時的に古巣のフロリダ地区に戻っていたダスティ・ローデスとも抗争を展開した。
1989年6月、ビッグ・マン・スティールの名前でWWFのダークマッチに登場（マネージャーはスリック）。しかしすぐに姿を消し、翌1990年に水兵ギミックのタグボート・トーマスとしてベビーフェイスのポジションで再デビューする。やがてリングネームをタグボートと簡略化し、ハルク・ホーガンのパートナーとなってアースクエイクやディノ・ブラボーと抗争した。
1991年5月にヒールに転向し、タイフーンと改名。ジミー・ハートをマネージャーに、ライバルだったアースクエイクとナチュラル・ディザスターズなる超巨漢タッグチームを結成、リージョン・オブ・ドゥームのWWF世界タッグ王座に再三挑戦した。1992年には揃ってフェイスターンを行い、7月20日にテッド・デビアスとIRSのマネー・インコーポレーテッドからWWF世界タッグ王座を奪取。また、同年4月にはSWSにナチュラル・ディザスターズとして来日し、ジョージ高野と高野俊二の兄弟チームを破りSWSタッグ王座も獲得している。
1993年、WCWに移籍。ザ・ショックマスターを新リングネームに、ストームトルーパー風の被り物を着けた覆面レスラーに変身、スティングやデイビーボーイ・スミスの助っ人として参戦する。しかし、初登場時の生放送の公開TVショー（中継番組『Clash of the Champions』でのリック・フレアーのインタビューコーナー "A Flair for the Gold"）において、セットの壁を突き破る際につまづいて被り物が脱げ、正体を曝してしまうという大失態を演じた。このシーンは後々まで語り草となり、WWEやTNAでネタにされている。その後、軌道修正を図るべくアンクル・フレッドなどのコミカルなキャラクターに再変身するも、すぐにフェードアウト。以降は1994年の短期間のWWF復帰を経てインディー団体を転戦し、1995年にはタイフーン名義でWARにも参戦した。
2001年4月1日、レッスルマニアX-Sevenにおけるギミック・バトルロイヤルでは、タグボートとして久々にWWFに登場。同年の引退後は、フロリダ州レイクランドにて建物清掃サービス会社の安全管理者として働く一方、リトルリーグのコーチも務めている。
2025年、アースクエイクとのナチュラル・ディザスターズとしてWWE殿堂に迎えられた。

## リングネーム
チャンピオンシップ・レスリング・フロム・フロリダ / テキサス・オールスター・レスリング
- ビッグ・ババ（Big Bubba）

コンチネンタル・レスリング・アソシエーション
- ビッグ・ババ（Big Bubba）
- ババ・ザ・ターミネーター（Bubba the Terminator）
- ババ・ザ・ベルト・コレクター（Bubba the Belt Collector）

フロリダ・チャンピオンシップ・レスリング
- U・S・スティール（U.S. Steel）
- ビッグ・スティール・マン（Big Steel Man）

ワールド・レスリング・フェデレーション / WWE
- ビッグ・マン・スティール（Big Man Steel）
- タグボート・トーマス（Tugboat Thomas）
- タグボート（Tugboat）
- タイフーン（Typhoon）

ワールド・チャンピオンシップ・レスリング
- ザ・ショックマスター（The Shockmaster）
- スーパー・ショックマスター（The Super Shockmaster）
- アンクル・フレッド（Uncle Fred）

## 得意技
- タイダル・ウェーブ（Tidal Wave）[21]
- ボディ・スプラッシュ
- ベアハッグ
- エルボー・ドロップ
- ネック・ハンギング・ツリー

## 獲得タイトル
コンチネンタル・レスリング・アソシエーション
- CWAインターナショナル・ヘビー級王座：1回[7]
- CWAミッドアメリカ・ヘビー級王座：1回[8]
- AWA南部タッグ王座：2回（w / ジェリー・ローラー、ゴライアス）[22]

ワールド・レスリング・フェデレーション / WWE
- WWF世界タッグ王座：1回（w / アースクエイク）[12][13]
- WWE殿堂：2025年（w / アースクエイク）[20]

スーパー・ワールド・スポーツ
- SWSタッグ王座：1回（w / アースクエイク）[14]

テキサス・オールスター・レスリング
- テキサス・オールスターUSAヘビー級王座：1回[5]

フロリダ・チャンピオンシップ・レスリング
- FCWフロリダ・ヘビー級王座：1回[9]

インディペンデント・アソシエーション・オブ・レスリング
- IAWタッグ王座：2回（w / デモリッション・アックス）[6]